# Venezianische Fechtschule
Die Venezianische Fechtschule bezieht sich auf den Stil des Fechtens, der zu Beginn des 12. Jahrhunderts in Venedig und bis zum Anfang des 19. Jahrhunderts vorherrschte.

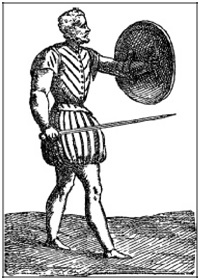
Mann mit Schwert und Schild (Giacomo di Grassi)

Die Venezianer waren Meister der Fechtkunst und teilten mit ihren Kollegen aus Bologna die Grundsätze des Fechtens. Die frühesten Schriften über das venezianische Fechten konzentrierten sich auf die Eigenschaften verschiedener Teile der Klinge, die in Verteidigung und Angriff verwendet wurden. Aus diesem Ansatz entstand das Konzept  „Schlagzentrum“, der ideale Punkt auf der Klinge, an dem ein Schlag gesetzt werden sollte. Die Klinge wurde in vier Teile geteilt:
- die ersten beiden Teile aus dem Griff sollten zum Schutz verwendet werden
- der dritte in der Nähe des „Schlagzentrums“ wurde zum Schlagen benutzt
- der vierte Teil an der Spitze wurde zum Stechen verwendet.

Die venezianische Fechtschule zeichnet sich durch die Verwendung von Dolch, Kurzschwert, Langschwert, Hellebarden, Speere, und verschiedene Arten von Schilden aus. In den Mosaiken des Markusdoms aus dem 12. Jahrhundert und Manuskripten des 14. Jahrhunderts wird dargestellt, dass die venezianischen Soldaten jener Zeit runde Schilde trugen (Buckler genannt). Der Buckler wurde jedoch im 16. Jahrhundert nicht mehr benutzt und verwendete eine Technik, bei der ein Schwert in der rechten Hand und ein Dolch in der linken Hand verwendet wurde. Die „Schwert und Buckler-Technik“ wird als Ereignis des Untergangs gekennzeichnet.

## Die Meister der Venezianische Fechtschule
Ein gewisser Giacomo di Grassi publizierte im Jahr 1570 die Abhandlung „Ragione di adoprar sicuramente l’arme si da offesa, come da difesa“ über das Fechten.
1606 erschien erstmals das Werk des Fechtmeisters Nicoletto Giganti, das 1608 in einer zweiten und 1628 in einer dritten Auflage veröffentlicht wurde. Die erste Ausgabe wurde 1622 in einer deutschen Übersetzung in Frankfurt herausgegeben.
Von dem Fechtmeister Camillo Agrippa stammt das Werk „Trattato di Camillo Agrippa Milanese di trasportar la guglia in su la piazza di San Pietro“, dessen erste Ausgabe 1583 in Rom erschien. Zwei weitere Ausgaben erfolgten in Venedig.